# Eduard Meijer
Eduard Meijer (ur. 25 lutego 1878 w Amsterdamie, zm. 20 marca 1929 tamże) – holenderski pływak i piłkarz wodny, uczestnik igrzysk olimpijskich w 1900 i 1908.
Podczas igrzysk olimpijskich w 1900 w Paryżu zajął 5. miejsce w wyścigu na 4000 metrów stylem dowolnym.
Osiem lat później w Londynie wystartował na dystansie 1500 metrów stylem dowolnym, lecz odpadł w eliminacjach. Zajął jednak 4. miejsce ze swoją drużyną w turnieju piłki wodnej.
Jego młodszym bratem jest olimpijczyk Karel Meijer.